# 瓷窑湾站
瓷窑湾站是位于陕西省榆林市神木县瓷窑湾的一个铁路车站，邮政编码719315。车站建于1989年，有包神铁路经过该站，现仅办理货运，不办理客运业务。车站距离包头东站173公里，隶属包神铁路公司，是四等站。